# 馬森濟夫卡
51°50′59″N 34°1′32″E / 51.84972°N 34.02556°E
馬森濟夫卡（烏克蘭語：Масензівка）是位於烏克蘭東北部的村莊，由蘇梅州紹斯特卡區的貝雷扎市鎮負責管轄。該村處於亚尼夫卡附近，海拔高度177米，2001年人口45。